# Cathédrale de Segorbe
La cathédrale de l'Assomption est une cathédrale catholique située dans la ville de Segorbe, dans la communauté valencienne en Espagne. Elle est le siège du diocèse de Segorbe-Castellón.
Elle a été élevée au rang de basilique mineure en 1985. Son style de construction est gothique valencien.

## Histoire

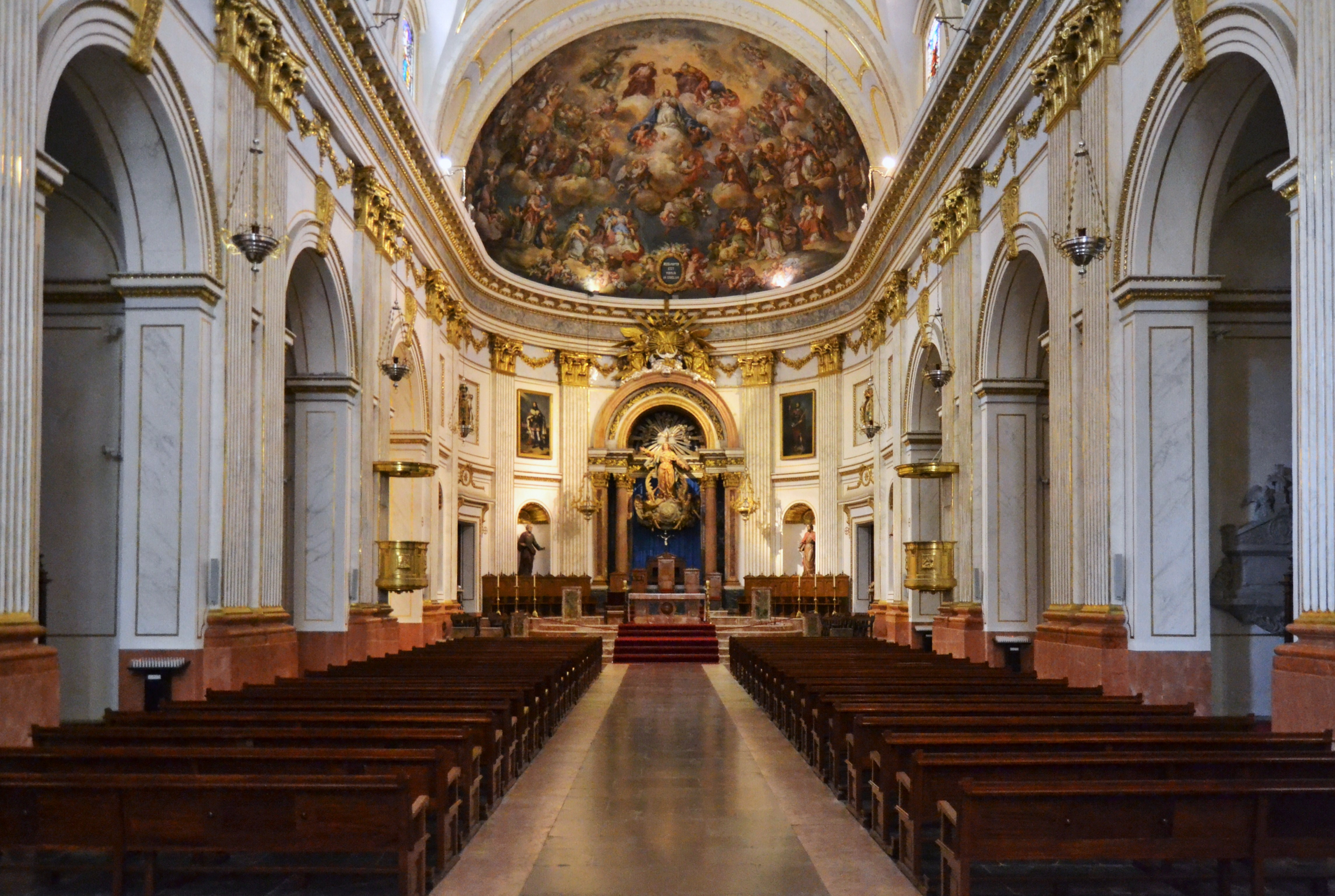
L'intérieur de la cathédrale.

Le projet de construction de la cathédrale commence en 1329, quand le pape Jean XXII publie une bulle accordant une indulgence aux personnes qui contribueront à la construction d'un édifice digne d'être une cathédrale. Les travaux prennent de l'ampleur à la fin du siècle avec la construction d'un cloître  et de la chapelle du Sauveur. Entre 1387 et 1400, sont érigées les chapelles adjacentes dédiées à Sainte Claire, Sainte Eulalie, Saint Antoine et Antoine de Padoue. 
La salle capitulaire est construite à partir de 1417 et celle de Saint Michel, ainsi que le campanile, vers le milieu du siècle. 
Le début du XVIe siècle voit la construction du haut cloître et celle du retable majeur par Vicente Masip. Des modifications importantes sont effectuées aux siècles suivants, avec la construction de la façade principale et la transformation du chœur gothique original en style baroque.
La cathédrale possède des archives importantes. On y trouve notamment un exemplaire original de l'Officium Defunctorum de Tomás Luis de Victoria, publié en 1605. De nombreux musicologues ont consulté cet ouvrage en vue d'une édition critique : David Wulstan (publiée en 1978) ;  Bruno Turner (1988) ;  Michael John Noone (1990) ; Jon Dixon (1994) ; Samuel Rubino (2000, postuhume).

## Musée de la cathédrale
Le musée est très riche en peintures de style gothique international, en pièces d'influence flamande du XVe siècle et en tableaux de maîtres valenciens du XVIe siècle. Les pièces sont réparties entre les chapelles de la cathédrale et la galerie haute du cloître, mais celle-ci n'est ouverte aux visiteurs que sur réservation préalable par des groupes.

## Personnages liés
- José Perpiñán Artíguez (° 1863 - † 1928) : maître de chapelle dès 1886 jusqu'à sa mort ; en cette fonction, il laissa ses cahiers de transcription des manuscrits dans les archives de la cathédrale, desquels Felipe Pedrell profitait pour ses publications, telle celle de l'Officium Defunctorum (1909)[1]

## Publication

### SérieSegobricensis musicæ: Publicatión del Archivo Musical de la Catedral de Segorbe
- tome I (2010) : Francisco Andreví Castellá, Tota Pulcha, Motete a la Santísima Virgen a seis voces y acompañamiento de órgano; édité par Magín Arroyas Serrano, Vincente Martínez Molés et David Montorío Torán, (ISMN 979-0-9013174-0-6)[2]
- tome II (2014) : Tomás Luis de Victoria, Officium Defunctorum, publication posthume de José Perpiñán Artíguez (transcription n° PM31/13 en 1897), édité par Magín Arroyas Serrano et Vincente Martínez Molés, (ISMN 979-0-9013174-1-3)[1]

## Source
- (en) Cet article est partiellement ou en totalité issu de l’article de Wikipédia en anglais intitulé « Segorbe Cathedral » (voir la liste des auteurs).